# Otto Schneitberger
Temple de la renommée allemand : 1988
Otto Schneitberger (né le 29 septembre 1939 à Bad Tölz en Allemagne) est un ancien joueur professionnel et entraîneur allemand de hockey sur glace.

## Carrière
En tant que joueur
Apprenti maçon puis étudiant en architecture, Schneitberger commence à jouer au EC Bad Tölz et intègre l'équipe professionnel en 1955. Il devient champion d'Allemagne en 1962.
En 1963, il veut rejoindre le Düsseldorfer EG, mais Bas Tölz le refuse puis le libère la saison suivante. Il est champion en 1967 de nouveau sous l'entraînement de Hans Rampf, en 1972 entraîné par Xaver Unsinn et en 1975 par Chuck Holdaway.
En 1975, l'attaquant Sepp Reif, avec qui Otto Schneitberger formait une charnière au EC Bad Tölz et au Düsseldorfer EG, prend sa retraite, Schneitberger part au Krefeld EV. Il ne joue qu'une saison.
Otto Schneitberger joue 119 fois pour l'équipe d'Allemagne. Il participe aux Jeux olympiques de 1960, 1964, 1968 et 1972 et joue une dernière fois au championnat du monde de hockey sur glace 1975.
En 2006, Schneitberger est élu meilleur joueur de la DEG de tous les temps.
Entraîneur
Otto Schneitberger devient l'entraîneur de Krefeld de 1976 à 1978. Il entraîne ensuite le Düsseldorfer EG au cours de la saison 1978-1979 et de 1983 à 1987, le Kölner EC pendant la saison 1979-1980, l'ECD Iserlohn pendant la saison 1980-1981, le Duisburger SC de 1981 à 1983 ainsi que les Ratinger Ice Aliens en 1997.

## Palmarès
- Champion d'Allemagne : 1962, 1967, 1972, 1975.